# 凤凰影业公司
鳳凰影業公司（英語：Feng Huang (Phoenix) Motion Picture Company），是香港一間電影公司，由中国共产党左翼陣營经营，主要拍喜劇國語片和戲曲片。

## 历史
1952年成立，基本班底多來自龍馬影業和五十年代影業公司。龍馬影業是由企業家吳性栽投資、費穆主持，1950年创建。費穆1951年因心脏病去世。吳性栽1952年退出，由朱石麟带领龍馬影業員工维持运营，籌組鳳凰影業公司，於1953拍成了創業作《中秋月》。五十年代影業公司是永華影業公司因勞資糾导致不少员工另謀出路，组建的一家合作社式的公司，拍了兩部影片《火鳳凰》（司馬文森編劇，王為一導演，1951）和《神鬼人》（顧而已、白沉、舒適合導，1952）。
1982年，鳳凰影業公司和長城電影製片有限公司、新聯影業公司及中原電影製片公司三間公司合併作銀都機構，隸屬中共政府。其中，長城、鳳凰、新聯三家影業公司一般合稱為「長鳳新」。

## 外部連結
- HKMDB - 鳳凰影業公司（页面存档备份，存于）